# 한바다중학교
한바다중학교(한바다中學校)는 대한민국 부산광역시 수영구 광안동에 있는 공립 중학교이다.

## 학교 연혁
- 1969년 10월 10일 : 광안여자중학교 45학급 설립 인가
- 1970년 2월 1일 : 초대 최외홍 교장 취임
- 1970년 3월 5일 : 제1회 입학식
- 1973년 1월 10일 : 제1회 졸업식
- 2002년 3월 1일 : 남녀공학 개편으로 한바다중학교로 교명 변경
- 2012년 9월 1일 : 스마트교육 모델학교 선정(부산광역시교육청)
- 2024년 9월 1일 : 제20대 남인희 교장 취임
- 2025년 1월 13일 : 제53회 졸업식(졸업생 185명, 총 졸업생수 25,082명)
- 2025년 3월 4일 : 제56회 입학식(신입생 197명)

## 참고 자료
- 한바다중학교 - 한국교육학술정보원 학교알리미